# Eleutharrhena
Eleutharrhena es un género de plantas de flores de la familia Menispermaceae. Se encuentra en China e India.

## Especie tipo
- Eleutharrhena macrocarpa (Diels) Forman

- Datos: Q8774792
- Especies: Eleutharrhena